# Élections législatives de 2022 dans le Tarn
Les élections législatives françaises de 2022 se déroulent les 12 et 19 juin 2022. Dans le département du Tarn, trois députés sont à élire dans le cadre de trois circonscriptions.

## Contexte

### Résultats de l'élection présidentielle de 2022 par circonscription
| Circonscription | 1er tour | 1er tour | 1er tour | 1er tour | 1er tour  | 1er tour | 1er tour | 1er tour |         | 2d tour | 2d tour | 2d tour | 2d tour |
| Circonscription | Macron   | +/-      | Le Pen   | +/-      | Mélenchon | +/-      | Zemmour  | +/-      | Macron  | +/-     | Le Pen  | +/-     |         |
| --------------- | -------- | -------- | -------- | -------- | --------- | -------- | -------- | -------- | ------- | ------- | ------- | ------- | ------- |
| Circonscription |          |          |          |          |           |          |          |          |         |         |         |         |         |
| 1re             | 25,2 %   | 2,24     | 23,83 %  | 2,03     | 19,26 %   | 0,58     | 7,08 %   | Nv       | 54,54 % | 10,39   | 45,46 % | 10,39   |         |
| 2e              | 22,06 %  | 0,03     | 24,22 %  | 2,42     | 23,9 %    | 0,92     | 6,44 %   | Nv       | 53,17 % | 11,35   | 46,83 % | 11,35   |         |
| 3e              | 23,53 %  | 2,01     | 25,62 %  | 2,05     | 19,57 %   | 0,06     | 7,39 %   | Nv       | 51,77 % | 9,8     | 48,23 % | 9,8     |         |

## Système électoral
Les élections législatives ont lieu au scrutin uninominal majoritaire à deux tours dans des circonscriptions uninominales.
Est élu au premier tour le candidat qui réunit la majorité absolue des suffrages exprimés et un nombre de voix au moins égal au quart (25 %) des électeurs inscrits dans la circonscription. Si aucun des candidats ne satisfait ces conditions, un second tour est organisé entre les candidats ayant réuni un nombre de voix au moins égal à un huitième des inscrits (12,5 %) ; les deux candidats arrivés en tête du premier tour se maintiennent néanmoins par défaut si un seul ou aucun d'entre eux n'a atteint ce seuil. Au second tour, le candidat arrivé en tête est déclaré élu.
Le seuil de qualification basé sur un pourcentage du total des inscrits et non des suffrages exprimés rend plus difficile l'accès au second tour lorsque l'abstention est élevée. Le système permet en revanche l'accès au second tour de plus de deux candidats si plusieurs d'entre eux franchissent le seuil de 12,5 % des inscrits. Les candidats en lice au second tour peuvent ainsi être trois, un cas de figure appelé « triangulaire ». Les second tours où s'affrontent quatre candidats, appelés « quadrangulaire » sont également possibles, mais beaucoup plus rares.

### Partis et nuances
Les résultats des élections sont publiés en France par le ministère de l'Intérieur, qui classe les partis en leur attribuant des nuances politiques. Ces dernières sont décidées par les préfets, qui les attribuent indifféremment de l'étiquette politique déclarée par les candidats, qui peut être celle d'un parti ou une candidature sans étiquette.
En 2022, seules les coalitions Ensemble (ENS) et Nouvelle Union populaire écologique et sociale (NUP), ainsi que le Parti radical de gauche (RDG), l'Union des démocrates et indépendants (UDI), Les Républicains (LR), le Rassemblement national (RN) et Reconquête (REC) se voient attribuer une nuance propre,,.
Tous les autres partis se voient attribuer l'une ou l'autre des nuances suivantes : DXG (divers extrême gauche), DVG (divers gauche), ECO (écologiste), REG (régionaliste), DVC (divers centre), DVD (divers droite), DSV (droite souverainiste) et DXD (divers extrême droite). Des partis comme Debout la France ou Lutte ouvrière ne disposent ainsi pas de nuance propre, et leurs résultats nationaux ne sont pas publiés séparément par le ministère, car mélangés avec d'autres partis (respectivement dans les nuances DSV et DXG),.

## Résultats

### Élus
| Circonscription | Député sortant                  | Parti | Parti | Député élu ou réélu | Parti | Parti |
| --------------- | ------------------------------- | ----- | ----- | ------------------- | ----- | ----- |
| 1re             | Muriel Roques-Étienne           |       | LREM  | Frédéric Cabrolier  |       | RN    |
| 2e              | Marie-Christine Verdier-Jouclas |       | LREM  | Karen Erodi         |       | LFI   |
| 3e              | Jean Terlier                    |       | LREM  | Jean Terlier        |       | LREM  |

### Résultats à l'échelle du département

#### Résultats par coalition
| Parti et coalition                                           | Parti et coalition                                           | Parti et coalition                     | Premier tour | Premier tour | Premier tour | Second tour   | Second tour   | Second tour | Total Sièges | +/-           |  |
| Parti et coalition                                           | Parti et coalition                                           | Parti et coalition                     | Voix         | %            | Sièges       | Voix          | %             | Sièges      | Total Sièges | +/-           |  |
| ------------------------------------------------------------ | ------------------------------------------------------------ | -------------------------------------- | ------------ | ------------ | ------------ | ------------- | ------------- | ----------- | ------------ | ------------- |  |
|                                                              |                                                              | La France insoumise (LFI)              | 39 237       | 24,83        | 0            | 61 511        | 42,76         | 1           | 1            | 1             |  |
| Total Nouvelle Union populaire écologique et sociale (NUPES) | Total Nouvelle Union populaire écologique et sociale (NUPES) | 39 237                                 | 24,83        | 0            | 61 511       | 42,76         | 1             | 1           | 1            |               |  |
|                                                              |                                                              | La République en marche (LREM)         | 37 368       | 23,64        | 0            | 46 647        | 32,43         | 1           | 1            | 1             |  |
| Total Ensemble (ENS)                                         | Total Ensemble (ENS)                                         | 37 368                                 | 23,64        | 0            | 46 647       | 32,43         | 1             | 1           | 1            |               |  |
|                                                              | Rassemblement national (RN)                                  | Rassemblement national (RN)            | 35 041       | 22,17        | 0            | 35 689        | 24,81         | 1           | 1            | 1             |  |
|                                                              |                                                              | Les Républicains (LR)                  | 10 852       | 6,87         | 0            |               |               |             | 0            | en stagnation |  |
| Total Union de la droite et du centre (UDC)                  | Total Union de la droite et du centre (UDC)                  | 10 852                                 | 6,87         | 0            | 0            | en stagnation |               |             |              |               |  |
|                                                              | Dissidents NUPES                                             | Dissidents NUPES                       | 6 341        | 4,01         | 0            | 0             | Nv            |             |              |               |  |
|                                                              | Reconquête (REC)                                             | Reconquête (REC)                       | 6 083        | 3,85         | 0            | 0             | Nv            |             |              |               |  |
|                                                              | Parti radical de gauche (PRG)                                | Parti radical de gauche (PRG)          | 4 436        | 2,81         | 0            | 0             | Nv            |             |              |               |  |
|                                                              |                                                              | Alliance centriste (AC)                | 4 277        | 2,71         | 0            | 0             | 1             |             |              |               |  |
| Total Les écologistes avec la majorité présidentielle (ÉMP)  | Total Les écologistes avec la majorité présidentielle (ÉMP)  | 4 277                                  | 2,71         | 0            | 0            | 1             |               |             |              |               |  |
|                                                              | Résistons (RES)                                              | Résistons (RES)                        | 2 399        | 1,52         | 0            | 0             | Nv            |             |              |               |  |
|                                                              |                                                              | Debout la France (DLF)                 | 858          | 0,54         | 0            | 0             | en stagnation |             |              |               |  |
|                                                              | Les Patriotes (LP)                                           | 637                                    | 0,40         | 0            | 0            | Nv            |               |             |              |               |  |
| Total Union pour la France (UPF)                             | Total Union pour la France (UPF)                             | 1 495                                  | 0,95         | 0            | 0            | en stagnation |               |             |              |               |  |
|                                                              | Lutte ouvrière (LO)                                          | Lutte ouvrière (LO)                    | 1 340        | 0,85         | 0            | 0             | en stagnation |             |              |               |  |
|                                                              |                                                              | Bastir Occitanie (BO)                  | 1 205        | 0,76         | 0            | 0             | Nv            |             |              |               |  |
| Total Pays unis (PU)                                         | Total Pays unis (PU)                                         | 1 205                                  | 0,76         | 0            | 0            | Nv            |               |             |              |               |  |
|                                                              | Dissidents Ensemble                                          | Dissidents Ensemble                    | 1 186        | 0,75         | 0            | 0             | Nv            |             |              |               |  |
|                                                              |                                                              | L'écologie autrement (LÉA)             | 1 182        | 0,75         | 0            | 0             | Nv            |             |              |               |  |
| Total Tous unis pour le vivant (TUPV)                        | Total Tous unis pour le vivant (TUPV)                        | 1 182                                  | 0,75         | 0            | 0            | Nv            |               |             |              |               |  |
|                                                              | Parti animaliste (PA)                                        | Parti animaliste (PA)                  | 1 170        | 0,74         | 0            | 0             | en stagnation |             |              |               |  |
|                                                              | Écologie au centre (ÉAC)                                     | Écologie au centre (ÉAC)               | 1 075        | 0,68         | 0            | 0             | en stagnation |             |              |               |  |
|                                                              |                                                              | Partit occitan (POC)                   | 413          | 0,26         | 0            | 0             | en stagnation |             |              |               |  |
| Total Régions et peuples solidaires (R&PS)                   | Total Régions et peuples solidaires (R&PS)                   | 413                                    | 0,26         | 0            | 0            | en stagnation |               |             |              |               |  |
|                                                              | Parti pirate (PP)                                            | Parti pirate (PP)                      | 11           | 0,01         | 0            | 0             | Nv            |             |              |               |  |
|                                                              |                                                              | Mouvement républicain et citoyen (MRC) | 0            | 0,00         | 0            | 0             | Nv            |             |              |               |  |
| Total Fédération de la gauche républicaine (FGR)             | Total Fédération de la gauche républicaine (FGR)             | 0                                      | 0,00         | 0            | 0            | Nv            |               |             |              |               |  |
|                                                              | Autres partis                                                | Autres partis                          | 537          | 0,34         | 0            | 0             | en stagnation |             |              |               |  |
|                                                              | Sans étiquette (SE)                                          | Sans étiquette (SE)                    | 2 391        | 1,51         | 0            | 0             | en stagnation |             |              |               |  |
|                                                              |                                                              |                                        |              |              |              |               |               |             |              |               |  |
| Suffrages exprimés                                           | Suffrages exprimés                                           | Suffrages exprimés                     | 158 039      | 97,22        |              | 143 847       | 89,83         |             |              |               |  |
| Votes blancs                                                 | Votes blancs                                                 | Votes blancs                           | 2 933        | 1,80         | 10 761       | 6,72          |               |             |              |               |  |
| Votes nuls                                                   | Votes nuls                                                   | Votes nuls                             | 1 584        | 0,97         | 5 524        | 3,45          |               |             |              |               |  |
| Total                                                        | Total                                                        | Total                                  | 162 556      | 100          | 0            | 160 132       | 100           | 3           | 3            | en stagnation |  |
| Abstentions                                                  | Abstentions                                                  | Abstentions                            | 136 596      | 45,66        |              | 139 044       | 46,48         |             |              |               |  |
| Inscrits/Participation                                       | Inscrits/Participation                                       | Inscrits/Participation                 | 299 152      | 54,34        | 299 176      | 53,52         |               |             |              |               |  |

#### Résultats par nuance
| Nuance                 | Nuance                                         | Nuance                 | Premier tour | Premier tour | Premier tour | Second tour | Second tour   | Second tour | Total Sièges | +/-           |  |
| Nuance                 | Nuance                                         | Nuance                 | Voix         | %            | Sièges       | Voix        | %             | Sièges      | Total Sièges | +/-           |  |
| ---------------------- | ---------------------------------------------- | ---------------------- | ------------ | ------------ | ------------ | ----------- | ------------- | ----------- | ------------ | ------------- |  |
|                        | Nouvelle Union populaire écologique et sociale | NUP                    | 39 237       | 24,83        | 0            | 61 511      | 42,76         | 1           | 1            | 1             |  |
|                        | Ensemble !                                     | ENS                    | 37 368       | 23,64        | 0            | 46 647      | 32,43         | 1           | 1            | 1             |  |
|                        | Rassemblement national                         | RN                     | 35 041       | 22,17        | 0            | 35 689      | 24,81         | 1           | 1            | 1             |  |
|                        | Les Républicains                               | LR                     | 10 852       | 6,87         | 0            |             |               |             | 0            | en stagnation |  |
|                        | Divers droite                                  | DVD                    | 8 391        | 5,31         | 0            | 0           | 1             |             |              |               |  |
|                        | Divers gauche                                  | DVG                    | 6 341        | 4,01         | 0            | 0           | Nv            |             |              |               |  |
|                        | Reconquête                                     | REC                    | 6 083        | 3,85         | 0            | 0           | Nv            |             |              |               |  |
|                        | Parti radical de gauche                        | RDG                    | 4 436        | 2,81         | 0            | 0           | en stagnation |             |              |               |  |
|                        | Régionalistes                                  | REG                    | 4 017        | 2,54         | 0            | 0           | Nv            |             |              |               |  |
|                        | Ecologistes                                    | ECO                    | 3 427        | 2,17         | 0            | 0           | en stagnation |             |              |               |  |
|                        | Droite souverainiste                           | DSV                    | 1 495        | 0,95         | 0            | 0           | en stagnation |             |              |               |  |
|                        | Divers extrême gauche                          | DXG                    | 1 340        | 0,85         | 0            | 0           | en stagnation |             |              |               |  |
|                        | Divers                                         | DIV                    | 11           | 0,01         | 0            | 0           | en stagnation |             |              |               |  |
|                        |                                                |                        |              |              |              |             |               |             |              |               |  |
| Suffrages exprimés     | Suffrages exprimés                             | Suffrages exprimés     | 158 039      | 97,22        |              | 143 847     | 89,83         |             |              |               |  |
| Votes blancs           | Votes blancs                                   | Votes blancs           | 2 933        | 1,80         | 10 761       | 6,72        |               |             |              |               |  |
| Votes nuls             | Votes nuls                                     | Votes nuls             | 1 584        | 0,97         | 5 524        | 3,45        |               |             |              |               |  |
| Total                  | Total                                          | Total                  | 162 556      | 100          | 0            | 160 132     | 100           | 3           | 3            | en stagnation |  |
| Abstentions            | Abstentions                                    | Abstentions            | 136 596      | 45,66        |              | 139 044     | 46,48         |             |              |               |  |
| Inscrits/Participation | Inscrits/Participation                         | Inscrits/Participation | 299 152      | 54,34        | 299 176      | 53,52       |               |             |              |               |  |

### Cartes

Nuance politique des candidats arrivés en tête dans chaque commune au 1er tour.
Nuance politique des candidats arrivés en tête dans chaque commune au 2e tour.

### Résultats par circonscription

#### Première circonscription
Député sortant : Muriel Roques-Étienne (La République en marche)
| Candidat,                | Candidat,                | Parti et coalition       | Nuance                   | Premier tour | Premier tour | Second tour | Second tour |
| Candidat,                | Candidat,                | Parti et coalition       | Nuance                   | Voix         | %            | Voix        | %           |
| ------------------------ | ------------------------ | ------------------------ | ------------------------ | ------------ | ------------ | ----------- | ----------- |
|                          | Gérard Poujade           | LFI (NUPES)              | NUP                      | 9 529        | 21,37        | 16 900      | 46,91       |
|                          | Frédéric Cabrolier       | RN                       | RN                       | 8 999        | 20,18        | 19 125      | 53,09       |
|                          | Muriel Roques-Étienne    | LREM (ENS)               | ENS                      | 8 600        | 19,29        |             |             |
|                          | Julie Capo Ortega        | AC (ÉMP)                 | DVD                      | 4 277        | 9,59         |             |             |
|                          | Étienne Moulin           | PS diss.                 | DVG                      | 4 186        | 9,39         |             |             |
|                          | Roland Gilles            | SE                       | DVD                      | 2 391        | 5,36         |             |             |
|                          | Rodolphe Pirès           | LR (UDC)                 | LR                       | 1 856        | 4,16         |             |             |
|                          | Stéphane Bardy           | REC                      | REC                      | 1 489        | 3,34         |             |             |
|                          | Johann Ricci             | H diss.                  | DVD                      | 1 186        | 2,66         |             |             |
|                          | Patricia Andrieu         | ÉAC                      | ECO                      | 1 075        | 2,41         |             |             |
|                          | Philippe Lapeyre         | LP (UPF)                 | DSV                      | 637          | 1,43         |             |             |
|                          | Éric Chavegrand          | LO                       | DXG                      | 368          | 0,83         |             |             |
|                          |                          |                          |                          |              |              |             |             |
| Votes valides            | Votes valides            | Votes valides            | Votes valides            | 44 593       | 97,41        | 36 025      | 82,22       |
| Votes blancs             | Votes blancs             | Votes blancs             | Votes blancs             | 748          | 1,63         | 5 411       | 12,35       |
| Votes nuls               | Votes nuls               | Votes nuls               | Votes nuls               | 439          | 0,96         | 2 378       | 5,43        |
| Total                    | Total                    | Total                    | Total                    | 45 780       | 100          | 43 814      | 100         |
| Abstention               | Abstention               | Abstention               | Abstention               | 39 343       | 46,22        | 41 315      | 48,53       |
| Inscrits / participation | Inscrits / participation | Inscrits / participation | Inscrits / participation | 85 123       | 53,78        | 85 129      | 51,47       |

#### Deuxième circonscription
Député sortant : Marie-Christine Verdier-Jouclas (La République en marche)
| Candidat,                | Candidat,                       | Parti et coalition       | Nuance                   | Premier tour | Premier tour | Second tour | Second tour |
| Candidat,                | Candidat,                       | Parti et coalition       | Nuance                   | Voix         | %            | Voix        | %           |
| ------------------------ | ------------------------------- | ------------------------ | ------------------------ | ------------ | ------------ | ----------- | ----------- |
|                          | Karen Erodi                     | LFI (NUPES)              | NUP                      | 17 400       | 29,91        | 22 633      | 37,50       |
|                          | Marie-Christine Verdier-Jouclas | LREM (ENS)               | ENS                      | 16 487       | 28,34        | 21 151      | 35,05       |
|                          | Julien Bacou                    | RN                       | RN                       | 13 775       | 23,68        | 16 564      | 27,45       |
|                          | Corinne Darmani                 | RES                      | REG                      | 2 399        | 4,12         |             |             |
|                          | Céline Boyer                    | REC                      | REC                      | 2 342        | 4,03         |             |             |
|                          | Sandrine Madesclair             | PS diss.                 | DVG                      | 2 155        | 3,70         |             |             |
|                          | Fabienne Marie Lada             | LÉA (TUPV)               | ECO                      | 1 182        | 2,03         |             |             |
|                          | Véronique Ponnelle              | DLF (UPF)                | DSV                      | 858          | 1,47         |             |             |
|                          | Karl-Henri Voizard              | PA                       | ECO                      | 628          | 1,08         |             |             |
|                          | Boris Gimenez Sastre            | LO                       | DXG                      | 543          | 0,93         |             |             |
|                          | Joël Encontre                   | POC (RPS)                | REG                      | 413          | 0,71         |             |             |
|                          | Pascale Cuny                    | MRC (FGR)                | DVG                      | 0            | 0,00         |             |             |
|                          |                                 |                          |                          |              |              |             |             |
| Votes valides            | Votes valides                   | Votes valides            | Votes valides            | 58 182       | 96,77        | 60 348      | 96,79       |
| Votes blancs             | Votes blancs                    | Votes blancs             | Votes blancs             | 1 288        | 2,14         | 1 291       | 2,07        |
| Votes nuls               | Votes nuls                      | Votes nuls               | Votes nuls               | 653          | 1,09         | 711         | 1,14        |
| Total                    | Total                           | Total                    | Total                    | 60 123       | 100          | 62 350      | 100         |
| Abstention               | Abstention                      | Abstention               | Abstention               | 49 736       | 45,27        | 47 526      | 43,25       |
| Inscrits / participation | Inscrits / participation        | Inscrits / participation | Inscrits / participation | 109 859      | 54,73        | 109 876     | 56,75       |

#### Troisième circonscription
Député sortant : Jean Terlier (La République en marche)
| Candidat,                | Candidat,                | Parti et coalition       | Nuance                   | Premier tour | Premier tour | Second tour | Second tour |
| Candidat,                | Candidat,                | Parti et coalition       | Nuance                   | Voix         | %            | Voix        | %           |
| ------------------------ | ------------------------ | ------------------------ | ------------------------ | ------------ | ------------ | ----------- | ----------- |
|                          | Julien Lassalle          | LFI (NUPES)              | NUP                      | 12 308       | 22,27        | 21 978      | 46,29       |
|                          | Jean Terlier             | LREM (ENS)               | ENS                      | 12 281       | 22,22        | 25 496      | 53,71       |
|                          | Virginie Callejon        | RN                       | RN                       | 12 267       | 22,20        |             |             |
|                          | Guilhem Carayon          | LR (UDC)                 | LR                       | 8 996        | 16,28        |             |             |
|                          | Christelle Cabanis       | PRG                      | RDG                      | 4 436        | 8,03         |             |             |
|                          | Laura Ponce              | REC                      | REC                      | 2 252        | 4,07         |             |             |
|                          | Claire Daugé             | BO (PU)                  | REG                      | 1 205        | 2,18         |             |             |
|                          | Ophélie Balestan         | PA                       | ECO                      | 542          | 0,98         |             |             |
|                          | Pierre Laporte           | TEM                      | DVD                      | 537          | 0,97         |             |             |
|                          | Chantal Tressens         | LO                       | DXG                      | 429          | 0,78         |             |             |
|                          | Sandra Rey               | PP                       | DIV                      | 11           | 0,02         |             |             |
|                          |                          |                          |                          |              |              |             |             |
| Votes valides            | Votes valides            | Votes valides            | Votes valides            | 55 264       | 97,55        | 47 474      | 87,97       |
| Votes blancs             | Votes blancs             | Votes blancs             | Votes blancs             | 897          | 1,58         | 4 059       | 7,52        |
| Votes nuls               | Votes nuls               | Votes nuls               | Votes nuls               | 492          | 0,87         | 2 435       | 4,51        |
| Total                    | Total                    | Total                    | Total                    | 56 653       | 100          | 53 968      | 100         |
| Abstention               | Abstention               | Abstention               | Abstention               | 47 517       | 45,61        | 50 203      | 48,19       |
| Inscrits / participation | Inscrits / participation | Inscrits / participation | Inscrits / participation | 104 170      | 54,39        | 104 171     | 51,81       |